# Мазей Кукович, Зофия
Зофия Мазей Кукович (словен. Zofija Mazej Kukovič, род. 14 мая 1955 года, Чрна-на-Корошкем, ФНРЮ) — словенская женщина-политик. Член исполнительного совета Словенской демократической партии с 2008 года. Министр здравоохранения с 11 сентября 2007 года по 7 ноября 2008 года в первом кабинете Янши во главе с премьер-министром Янезом Яншой. Депутат Европейского парламента в 2011—2014 гг., член Европейской народной партии. Вице-президент совета правления Европейского центра профилактики и контроля заболеваний (ECDC) с 2018 года.

## Биография
Родилась 14 мая 1955 года в Чрна-на-Корошкем. Выросла в семье из семи братьев и сестёр в субальпийской деревне Беле Воде под вулканом Смрековец.
Окончила начальную школу в Шоштани. В 1970—1974 гг. училась электротехнике в Образовательном центре Веленье (Šolski center Velenje) в Веленье. В 1976—1980 гг. училась на отделении информатики факультета организационных наук Мариборского университета в Крани. В 1980 году сдала квалификационный экзамен согласно градостроительному закону. В 1985—1989 гг. училась на факультете электротехники и компьютерных наук Мариборского университета, получила специальность инженера-электротехника. В 1994—1996 гг. училась в IEDC Brdo в Брдо-при-Краню, получила степень магистра делового администрирования. В 2002 году прошла курс конфликтного менеджмента в Техасском университете в Остине.
С 1974 года работала инженером-конструктором в отделе разработки рудника лигнита Веленье, ставшего ядром будущей компании ESO, в 1977—1989 гг. — инженером-конструктором по контролю и регулированию технологических систем в Словении и за рубежом в компании ESO, разрабатывающей и производящей горное оборудование. Когда компания находилась в кризисе, она взяла на себя часть продаж и инжиниринга. В 1992 году компания ESO была разделена на две части, и Зофия Мазей Кукович стала главой компании ESO Montaža, которая затем подверглась процедуре банкротства. Через обучение и дополнительную подготовку, подготовила и осуществила стратегический переход ESO Montaža, находящейся в состоянии неплатежеспособности и имеющей проблемы с человеческими ресурсами, к нынешней компании Esotech, занимающейся высокими технологиями в области охраны окружающей среды.
В 1992—2006 гг. была директором (CEO) компании Esotech с штаб-квартирой в Веленье — одной из самых крупных инженерных компаний в Словении, основной вид деятельности которой — энергетика и охрана окружающей среды. В 2004—2006 гг. — управляющий директор основанного в 2003 году Словенского экологического кластера (The Slovenian Environmental Cluster).
В 1997—2000 гг. — президент футбольной команды Шмартно-об-Паки.
В 2005—2007 гг. — президент Общества по сохранению Смрековца — экологической организации, целью которой являлась защита естественной среды обитания единственного существующего вулкана в Словении, входящего в сеть «Натура 2000».
Была членом правления Managers' Association of Slovenia и членом совета Торговой палаты региона Савиньска—Шалешка (SAŠA).
После отставки Андрея Бручана 30 августа 2007 года получила портфель министра здравоохранения в первом кабинете Янши. В первой половине 2008 года Словения была государством — председателем Совета Европейского союза и Зофия Мазей Кукович возглавляла Совет министров здравоохранения Европейского союза.
С 2008 года — член исполнительного совета Словенской демократической партии.
В 2010—2011 гг. — член городского совета Любляны.
Депутат Европейского парламента в 2011—2014 гг., член Европейской народной партии
Автор книги «Запуск Европы» (Požen’ Evropo, Start up Europe) и автобиографии «Воз на склоне» (Voz na strmini, Simple Philosophies for Tough Times, 2007).
Свободно владеет английским, хорватским и сербским языками, а также имеет продвинутые знания французского языка и базовые знания немецкого языка.
В 2015 году вышла на пенсию. Является активным членом Ассоциации бывших членов Европейского парламента со штаб-квартирой в Брюсселе. Живёт в Любляне.
В 2016 году вошла в правление Европейского центра профилактики и контроля заболеваний (ECDC) со штаб-квартирой в Стокгольме, в 2018 году избрана вице-президентом.
Одна из основательниц и бывший член совета правления организации Europa Donna, Европейской коалиции против рака молочной железы (European Breast Cancer Coalition) — некоммерческого объединения неправительственных организаций.
Помимо своей работы, посвятила свое время гражданским ассоциациям и выступала с лекциями на словенских и международных конференциях по темам охраны окружающей среды и смежным вопросам здравоохранения, делового совершенства, инноваций и применения полученных в институтах знаний на практике. В 2002 году получила премию Института Йожефа Стефана за передачу знаний о бизнесе. Победитель премии «Бизнесвумен года 2006» газеты Delo. В 2007 году получила признание Association for Project Management Slovenia (PMI Slovenia) .
Замужем, мужа зовут Драго, имеет дочерей Михелу и Ину.